# Géositte des campos
Geositta poeciloptera
Espèce
Synonymes
- Geobates poecilopterus

Statut de conservation UICN

 VU A2c+3c+4c : Vulnérable
La Géositte des campos (Geositta poeciloptera) est une espèce de passereaux de la famille des Furnariidae.

## Répartition
On la trouve en Bolivie, Brésil et Paraguay.

## Habitat
Elle vit dans les savanes sèches.

## Menaces
Elle est menacée par la perte de son habitat.